# Bér (település)
Bér (szlovákul: Bír) község Nógrád vármegye déli részén, a Pásztói járásban. A Novohrad-Nógrád UNESCO Globális Geopark települése.

## Fekvése, megközelíthetősége

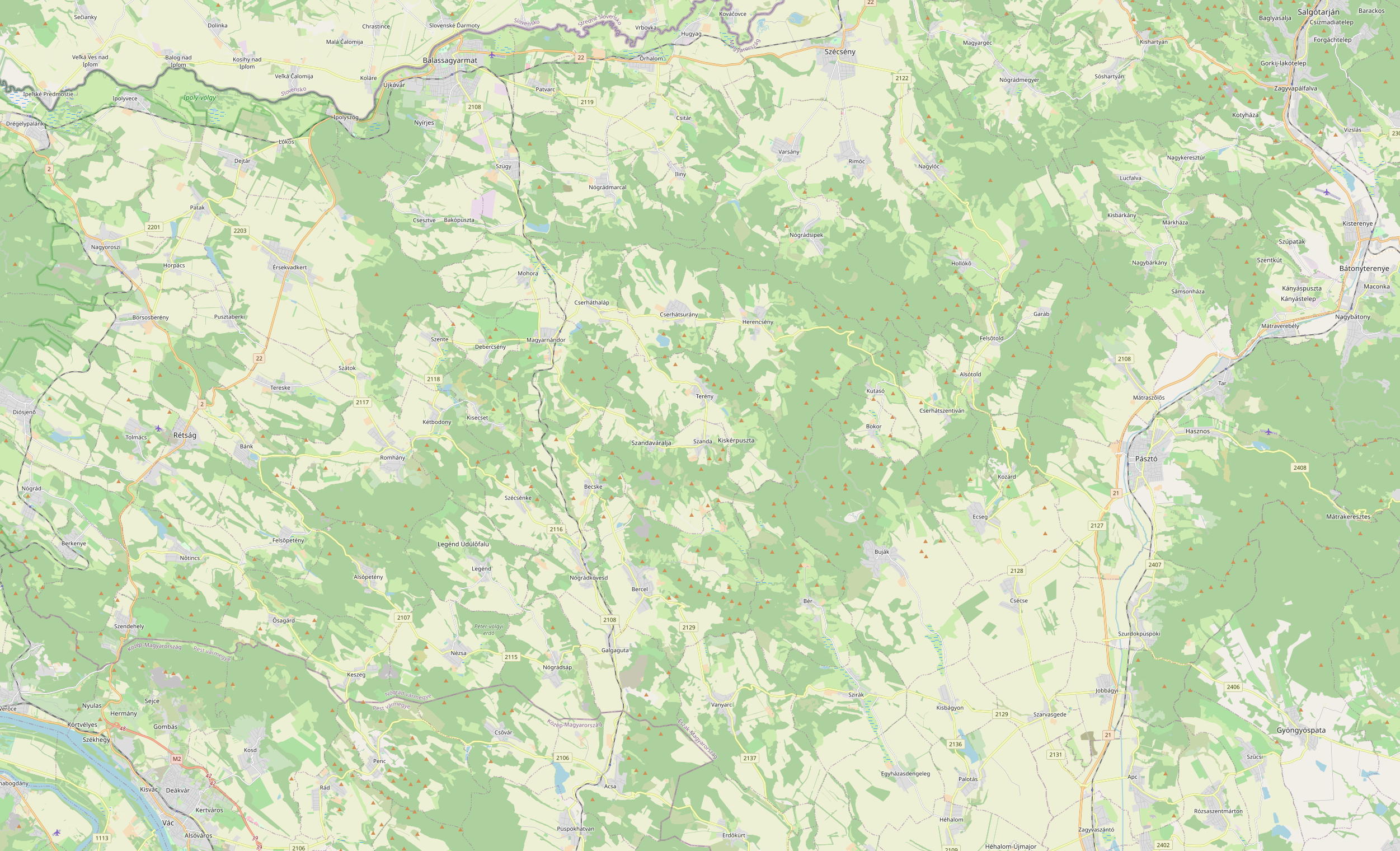
A Cserhát térképe

Bér Nógrád vármegye déli részén, Sziráktól északra, a Bér-patak völgyében fekvő zsáktelepülés, Budapesttől közúton 60 kilométerre. A főváros felől többféle útvonalon is megközelíthető, de a legegyszerűbb Hatvanig az M3-as autópályát, majd tovább Jobbágyiig a 21-es főutat választani, onnan a 2129-es út vezet Szirákig, ahonnan pedig az észak felé kiágazó 21 149-es út húzódik Bér központjáig. Szilárd burkolatú közúton csak Szirák felől érhető el a település, a szomszédos Bercelre és Bujákra csak földutak vezetnek.
Budapestről közvetlen autóbuszjárat is jár a településre. A legközelebbi vasútállomások Apcon (18 kilométerre), illetve Galgagután (23 kilométerre) találhatók.
A környező települések: Bercel, Buják, Ordaspuszta, Szirák és Vanyarc

## Története
A település a Kökényes-Radnót nemzetség ősi birtoka volt, és Radnót halála (1322) után is a nemzetség tulajdona maradt. 1439-ben a bujáki várbirtokhoz tartozott. A török háborúk idején, 1552 nyarán, Buják várának bevételének eredményeként török terület lett. A török kiűzése után szlovákok települtek le. 1770-től 1848-ig az Esterházy család birtokolta.
Az alapvetően mezőgazdasági jellegű falu határában korábban kőbánya is működött. A Cserhát legjelentősebb élettelen természeti értékének tekintett andezit oszlopokat a bányászat tárta fel.

## Közélete

### Polgármesterei
- 1990–1994: Maczó László (SZDSZ)[4]
- 1994–1998: Maczó László (SZDSZ)[5]
- 1998–2002: Maczó László (független)[6]
- 2002–2006: Maczó László (SZDSZ)[7]
- 2006–2010: Matics János József (független)[8]
- 2010–2014: Matics János József (független)[9]
- 2014–2019: Maczó László (független)[10]
- 2019–2024: Maczó László (Fidesz)[11]
- 2024–: Kmety Pál (független)[1]

## Népesség
A település népességének változása:
| Lakosok száma | 601  | 515  | 436  | 369  | 360  | 323  | 375  | 370  | 376  | 369  |
|               | 1980 | 1990 | 2001 | 2011 | 2013 | 2015 | 2021 | 2022 | 2023 | 2024 |

2001-ben a település lakosságának 68%-a magyar, 17%-a szlovák, 15%-a cigány nemzetiségűnek vallotta magát.
A 2011-es népszámlálás során a lakosok 98,6%-a magyarnak, 20,1% cigánynak, 0,5% németnek, 24,1% szlováknak mondta magát (1,1% nem nyilatkozott; a kettős identitások miatt a végösszeg nagyobb lehet 100%-nál). A vallási megoszlás a következő volt: római katolikus 23,3%, református 2,2%, evangélikus 50,9%, görögkatolikus 0,5%, felekezeten kívüli 8,9% (7,3% nem nyilatkozott).
2022-ben a lakosság 91,9%-a vallotta magát magyarnak, 23,5% cigánynak, 17,3% szlováknak, 0,3-0,3% ukránnak, örménynek, németnek és románnak, 4,1% egyéb, nem hazai nemzetiségűnek (7,8% nem nyilatkozott; a kettős identitások miatt a végösszeg nagyobb lehet 100%-nál). Vallásuk szerint 38,4% volt evangélikus, 25,1% római katolikus, 2,2% református, 0,5% görög katolikus, 0,2% evangélikus, 3,8% egyéb keresztény, 4,9% felekezeten kívüli (24,6% nem válaszolt).

## Nevezetességei
Környékén vadregényes kirándulóhelyek várják a kíváncsi turistákat. A falutól 3 km-re a Nagy-hegy (402 m) a Cserhát egyik legmagasabb pontja. 200 fokos panorámája jó időben az egész környéket beláthatóvá teszi. Természetvédelmi területe körülveszi a Nagy-hegy andezitsapkáját.

### Nagy-hegy
Nógrád vármegye egyik legértékesebb geológiai értéke a hegy andezitsapkája, világritkaságnak számító, ívelt elválású oszlopokkal.
Az andezitet egy késő miocén korú vulkáni kitörés hozta felszínre mintegy 18-19 millió éve. Először riolittufa rakódott le, majd erre andezitláva, illetve lávaagglomerátum ömlött. A vulkáni tevékenység utolsó szakaszában kialakult rétegvulkáni kúpok mára lepusztultak.
A mai Nagy-hegy és a Szanda-hegy alatt a láva megrekedt a mélyben. A több kilométer hosszúra nyúló hasadékkitöltések (kőzettelérek) fölül az üledékes kőzeteket az erózió elhordta, és így a felszínre került a jóval tömörebb és ellenállóbb, sötétszürke hiperszténandezit.
Az andezit oszlopos elválása önmagában is ritkaság: az oszlopos elválású vulkanikus kőzetek 90%-a bazalt, 8%-a riolit. Oszlopos elválású andezitet Európában máshol nem ismerünk. Az ívelt elválású andezit különösen ritka: ilyesmit a világon mindössze 5-6 helyen találtak. A béri, 5-6 szögű oszlopok átmérője 30–40 cm; hosszuk 8–10 m, alsó részük 70 fokos szögben elhajlik.
Az andezitoszlopok mellett érdekes látványt nyújt a leomlott anyagukból kialakult kőtenger is.
Szent Anna patak malom (Öreg malom)
Bér település egyetlen olyan ipari-építészeti öröksége, amely Nógrádikum, helyet kapott a Nógrádi Értéktárban. A Bánfi család saját erőből építtette újjá az épületet és az örlő szerkezetet.
A Lechner Tudásközpont szakértői véleménye szerint a malom dokumentáltan már 1764-ben működött. Ugyanakkor a helytörténeti kuatás szerint már az 1514- es adóösszeírás szerint a faluban három patak malom dolgozott, amelyek közül az egyik a Szent Anna malom lehetett.
Különlegessé teszi az építészeti örökséget, hogy felső szintjén a Váci egyházmegye által megáldott római katolikus templomot alakított ki a család. A látványosságot növeli a vízesésekkel, csobogókkal és vulkáni sziklákkal tarkított vadregényes patak. A patak partot követve izgalmas túrával lehet feljutni a Mária forráshoz és onnat 15 perces sétával az Andezit Hotelhez.

### Lázár-kúria
A településközponttól két kilométerre, Virágospusztán, a 19. század első felében épült, klasszicista stílusban.
Főhomlokzatán a négy oszloppal tagolt, timpanonnal lezárt középrizalitot körbefutó lépcsők emelik ki. Keleti homlokzatán oszlopos, körbefutó tornác áll, a szárny nyugati végén egyemeletes, kő falazatú torony. Ehhez csatlakozik az 1969-70-ben emelt, modern épületrész. A tornácon találjuk az utolsó tulajdonos, Lázár Andor emléktábláját.
A kúriát vendégfogadóként üzemeltető örökösök az épületet archaizáló, egyúttal markánsan irredenta stílusban rendezték be.

### Evangélikus paplak
A klasszicista stílusú paplakot feltehetően egy régebbi építmény felhasználásával 1820 táján emelték. Udvarán 18. századi melléképület áll. Udvari homlokzata tornácos.

### Evangélikus templom
A barokk templomot 1721-ben középkori alapokra építették; a 14. század gótikus részletei a többszöri átalakítás ellenére is felfedezhetők. A szentélyt és a torony legfelső emeletét 1896-ban építették hozzá.

### Népi pincék
A falu északkeleti szélén csaknem hetven pince emlékeztet a szőlőművelés hagyományaira. A pincesor nagy része a 19. század közepén épült, 1663-ból csak két borospince maradt meg.

### Szanda vára
A falutól hat kilométerre magasodik Szanda vára.

### Sasbérc
A falutól négy kilométerre emelkedő, 560 méter magaslat, tetején jól kiépített kilátóval.

## Híres emberek
- Itt született 1855. július 28-án Moravcsik Géza zenepedagógus és író, 1858. március 16-án pedig testvére, Moravcsik Ernő Emil pszichiáter.
- Itt született 1952-ben Zsuzsa Mihály színész, énekes, előadóművész.

## Képek

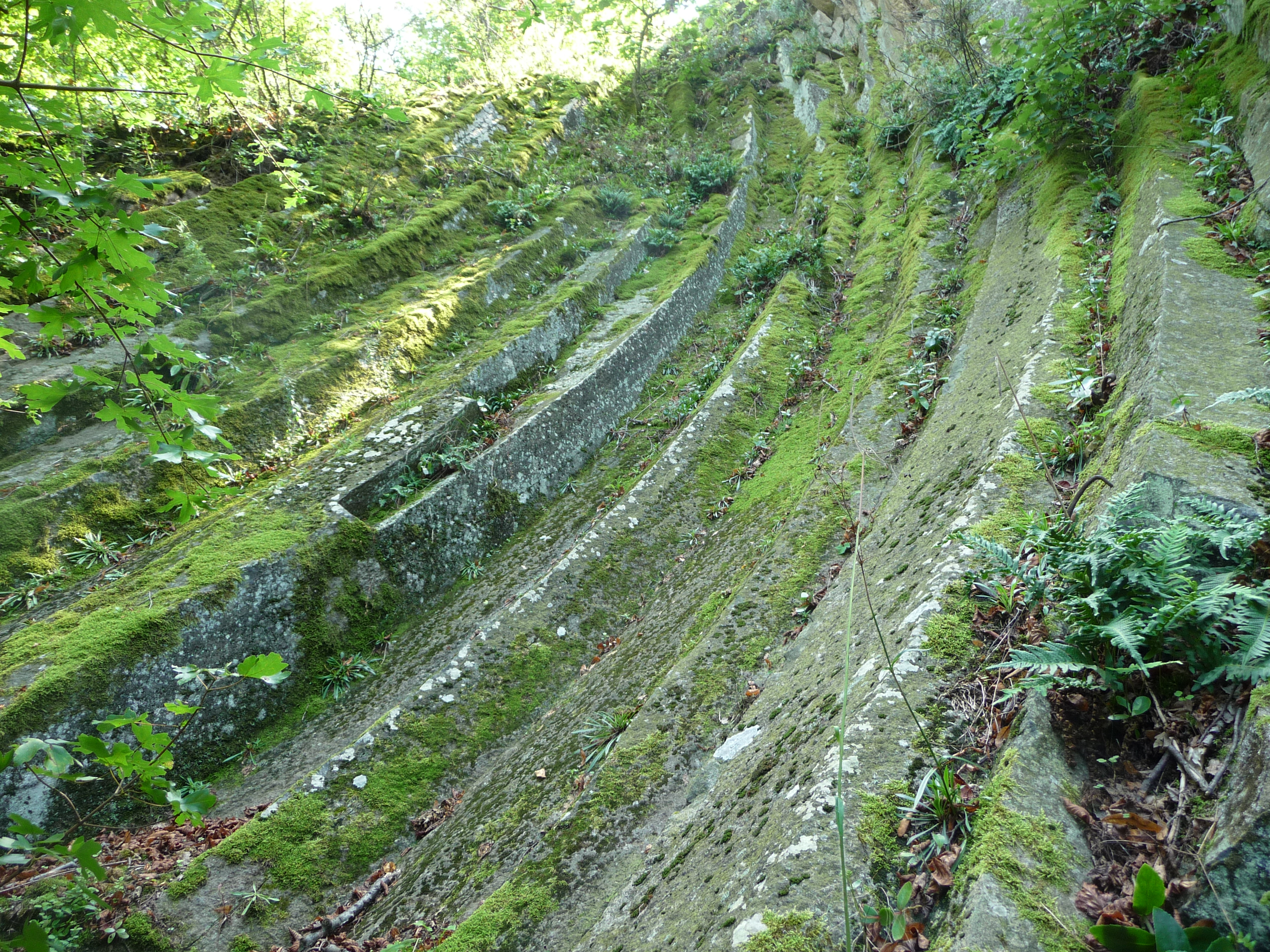
Ívelt elválású andezit oszlopok
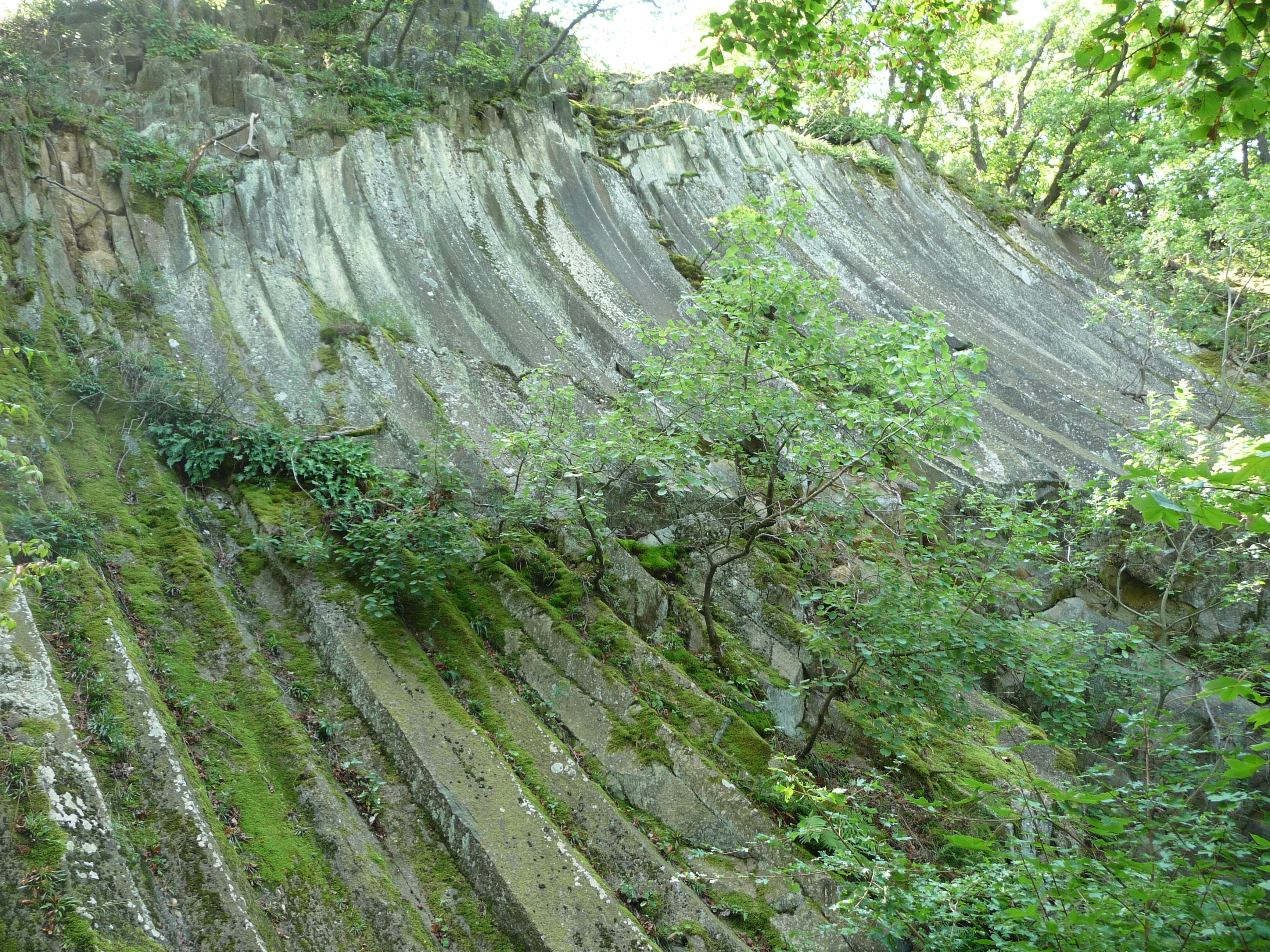
Ívelt elválású andezit oszlopok
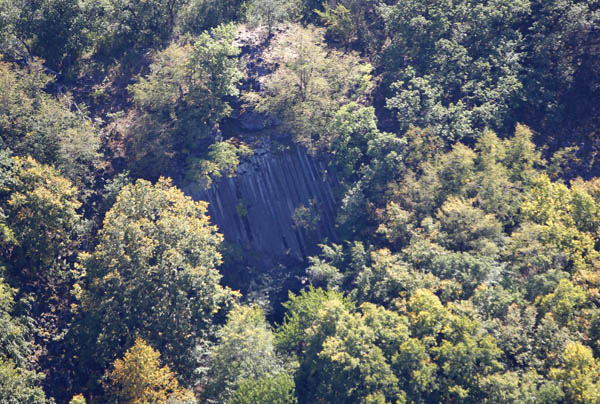
Andezit képződmény légi fotón
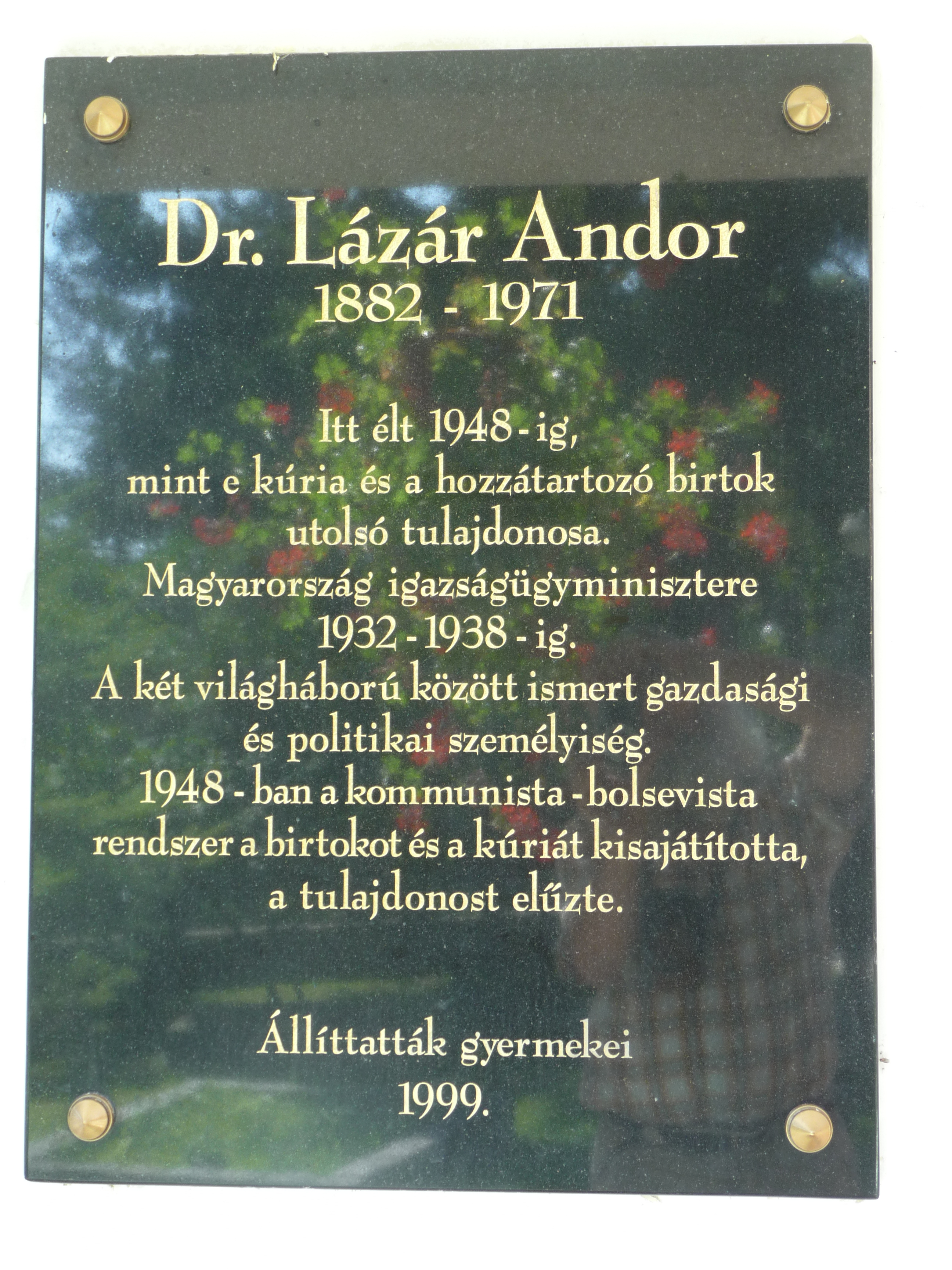
Lázár Andor emléktáblája
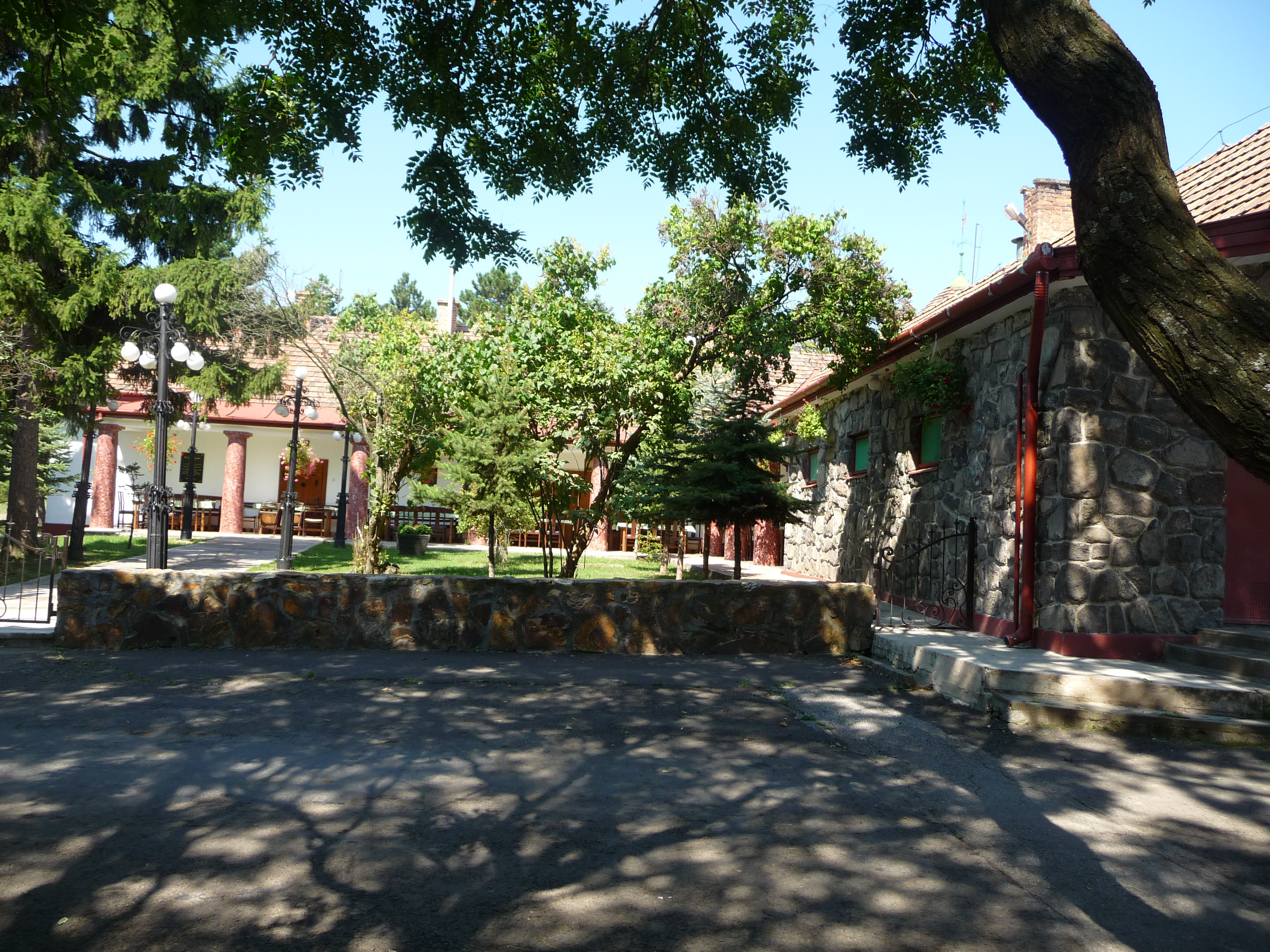
A kúria tornáca
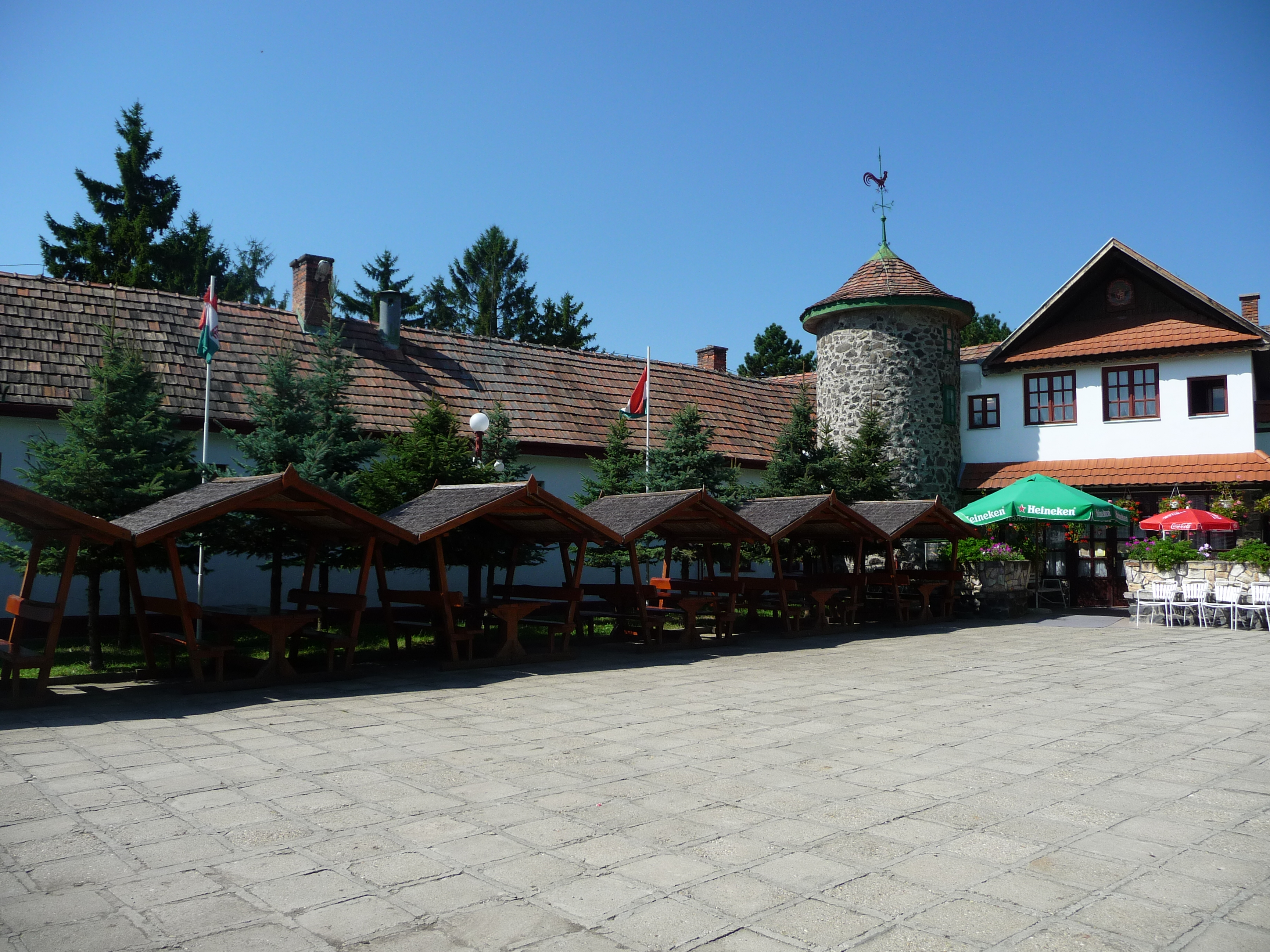
A kúria tornya
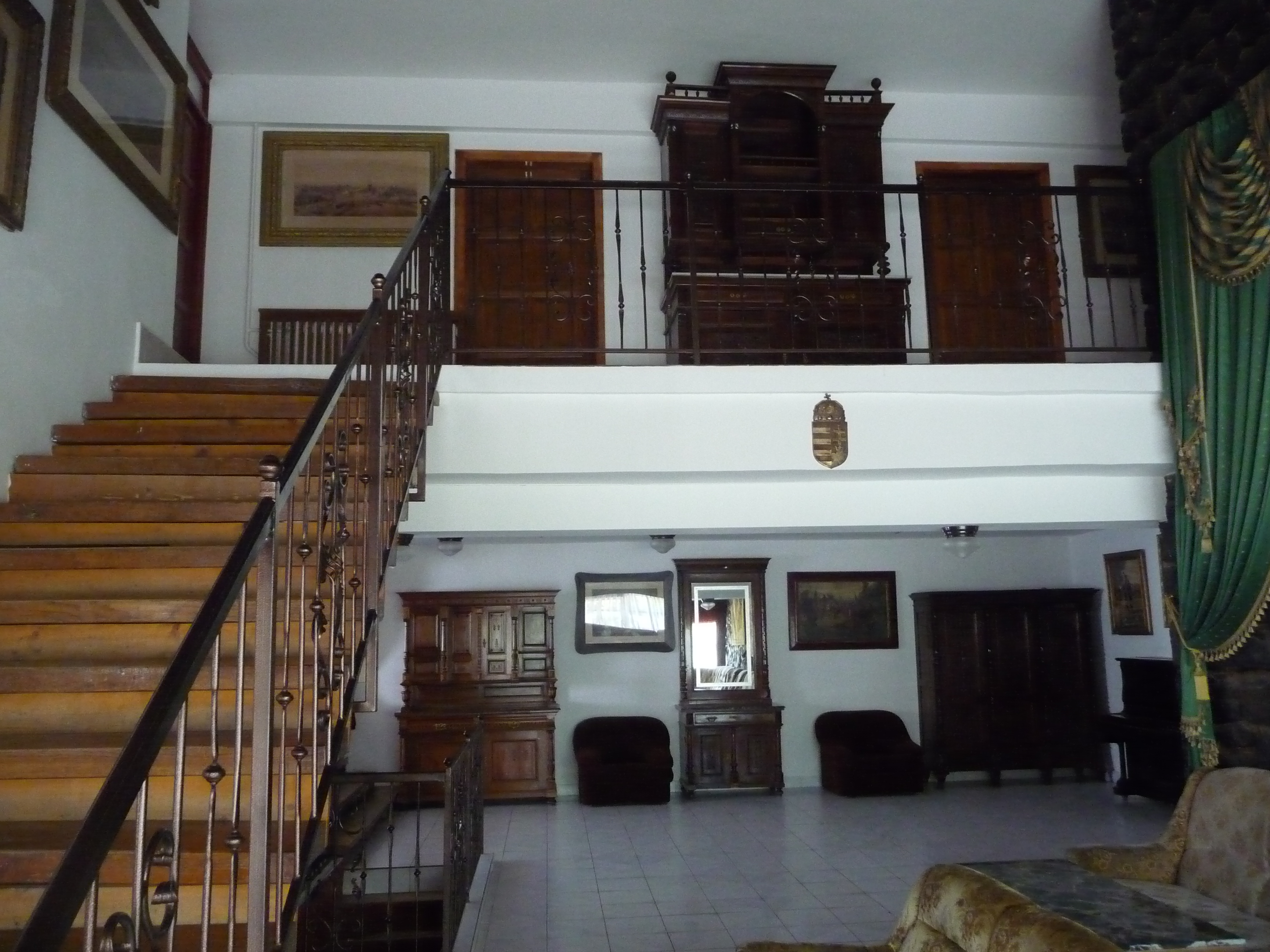
A kúria nagyterme